# 拉普拉斯-德拉姆算子
我们可以在微分流形的外代数上定义一个拉普拉斯微分算子。在黎曼流形上它是一个椭圆型算子，而在洛伦兹流形上是双曲型的。拉普拉斯–德拉姆算子（Laplace-de Rham operator）定义为
{\displaystyle \Delta =\mathrm {d} \delta +\delta \mathrm {d} =(\mathrm {d} +\delta )^{2},\;}
这里 d 是外导数而 δ 是余微分。当作用在数量函数上，余微分可以定义为 δ = −{\displaystyle *}d{\displaystyle *}，这里 {\displaystyle *} 是霍奇星算子；更一般地，余微分可能包含与所作用的 k-形式的阶数有关的一个符号。
可以证明拉普拉斯–德拉姆算子作用在数量函数 f 上时与前面的拉普拉斯–贝尔特拉米算子定义相同；细节参见证明。注意拉普拉斯–德拉姆算子事实上是负拉普拉斯–贝尔特拉米算子；这个符号来自定义余微分的习惯。不幸的是，两者都用 Δ 表示，经常成为混乱之源。

## 性质
给定数量函数 f 与 h，以及一个实数 a，拉普拉斯–德拉姆算子有如下性质：
1. {\displaystyle \Delta (af+h)=a\,\Delta f+\Delta h\!}
2. {\displaystyle \Delta (fh)=f\,\Delta h+2(\partial _{i}f)(\partial ^{i}h)+h\,\Delta f}    （证明）